# 仓前站
仓前站是宣杭铁路德杭线上的一个已撤销铁路车站，位于浙江省杭州市余杭区仓前街道，由上海铁路局乔司直属站管理。车站建于1972年，当时站内设有正线1条、到发线2条、货物线1条，站舍总面积2654平方米:226。车站原由长兴车务段管理，2005年5月长兴车务段合并至嘉兴车务段。2009年车站又移交至乔司直属站管理至今，同年9月9日建成八达仓前物流基地，新建到发线和装卸线各一条。
为配合杭州市地方相关规划及新建杭州西站工程，车站及所在的老宣杭线将被拆除。车站于2020年12月8日迎来最后一列到达列车，并于12月9日晚6点22分发出的最后一列货车，而车站及德杭线本站至行宫塘区间则于12月10日18:00起关闭。车站关闭后将被拆除，成为杭州西站站前广场的一部分，同时车站的货运功能将由星桥站承接。
车站撤销前为四等站，办理专用线办理整车货运到发业务，主要到发品为纸类、非危险化工品、建筑类、陶瓷类、饮料类及粮食类。车站设有浙江八达仓前物流基地（简称“仓前基地”），占地260亩，仓储面积5万平方米，是杭州城西的货运中心。